# 셀크남족
셀크남족(Selk'nam) 또는 오나족(Ona)은 파타고니아 티에라델푸에고섬의 원주민이다. 19세기 말에 정착민들이 이주해오기 시작하면서 유럽인들과 접촉하게 되었으며, 이후 야간족들처럼 학살과 전염병으로 인해 인구가 급감했다.
티에라델푸에고섬의 북동부에 주로 거주했다. 본래 대륙 지역에 있다가 수천년 전에 마젤란 해협을 건너 섬으로 넘어온 것으로 보이며, 그들의 언어인 셀크남어 또한 대륙의 테우엘체어를 비롯한 여러 언어들과 연관된 것으로 추정된다. 섬 동부 끝에 거주하던 하우시족(Haush)과 연관은 있으나 구분되는 부족이었으며, 섬 남부의 야간족과는 연관이 적다.

## 역사
티에라델푸에고섬에 19세기 말부터 넘어오기 시작한 유럽인 정착민들은 주로 양떼를 방목하였는데, 셀크남족이 양들이 재산임을 이해하지 못하고 사냥하자 유럽인들이 사냥꾼들을 고용하여 이들을 학살하였다. 이를 통해 셀크남 인구의 대부분이 사망한 것으로 보인다. 마지막 순혈 셀크남족 인물은 1900년대 중반에 사망하였다.

## 문화
셀크남족은 상당히 정교한 수준의 토속신앙을 발전시킨채 있었으며, 대체로 애니미즘 신앙과 유사했다.
셀크남족의 남성 성인식은 하인(Hain)이라고 불리며 주변의 야간족과 하우시족에게서도 유사한 것이 발견된다. 어른들이 무섭게 생긴 가면과 분장을 하고 귀신으로 위장하여 청년들을 겁주면, 청년은 가면을 벗겨 그것이 인간임을 알아내고 여러 전설을 배운다. 한편 이러한 가면의식은 일종의 놀이에도 쓰였다.

## 사진

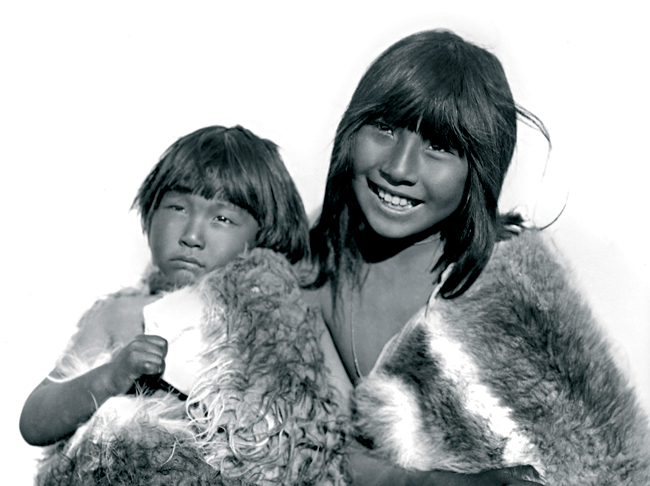
셀크남족 아이들, 1898년
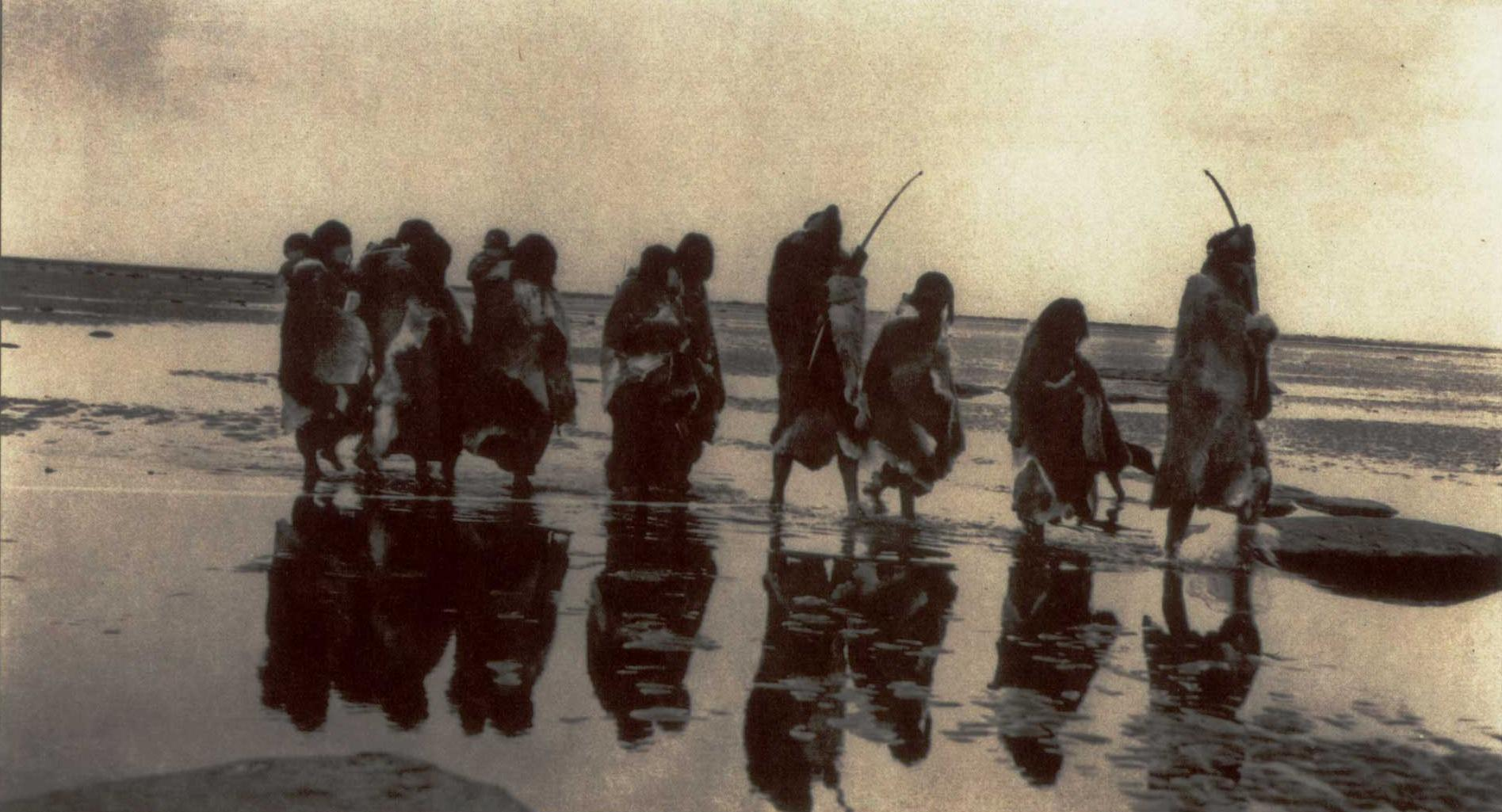
이동하는 셀크남족, 1930년
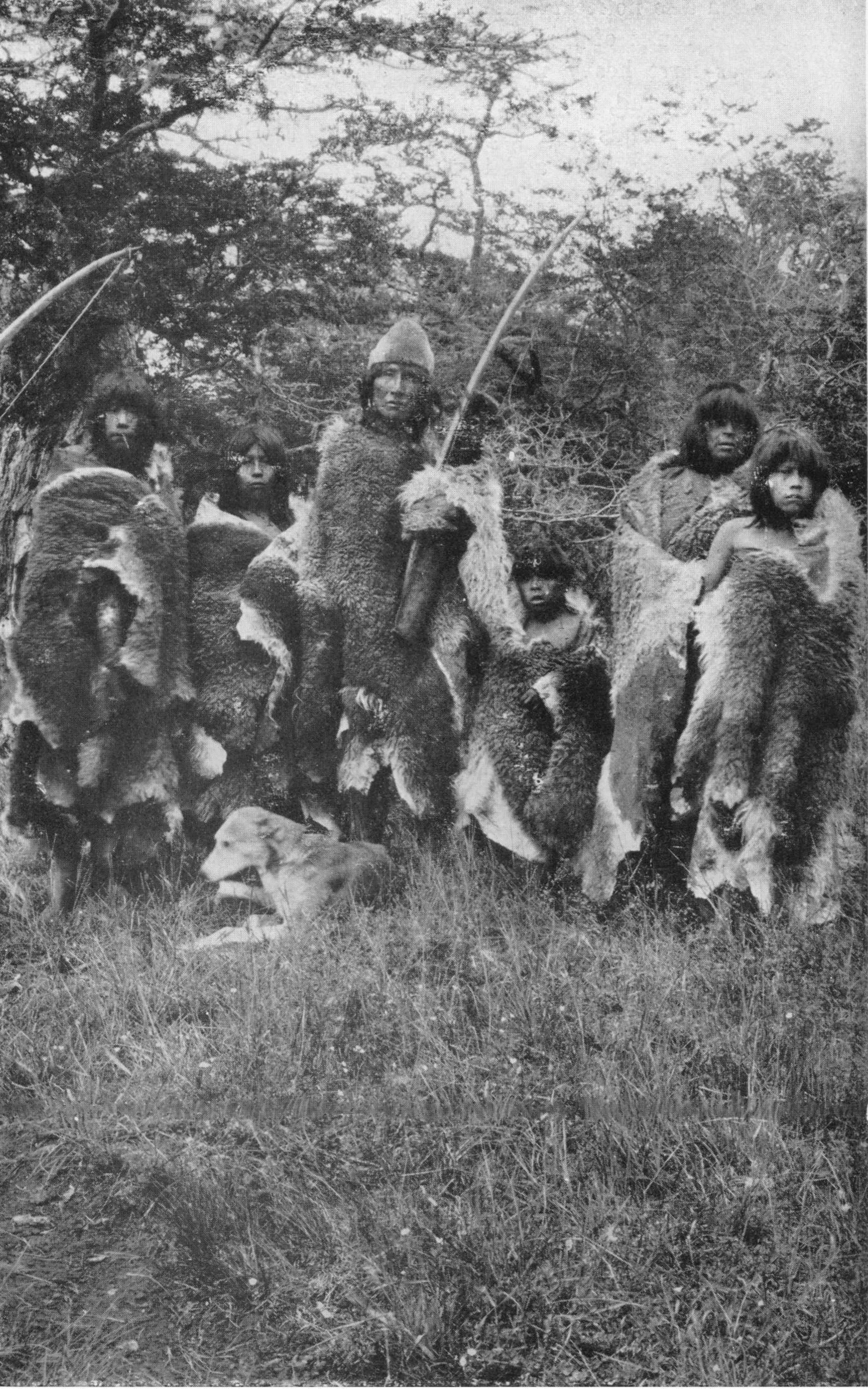
셀크남족
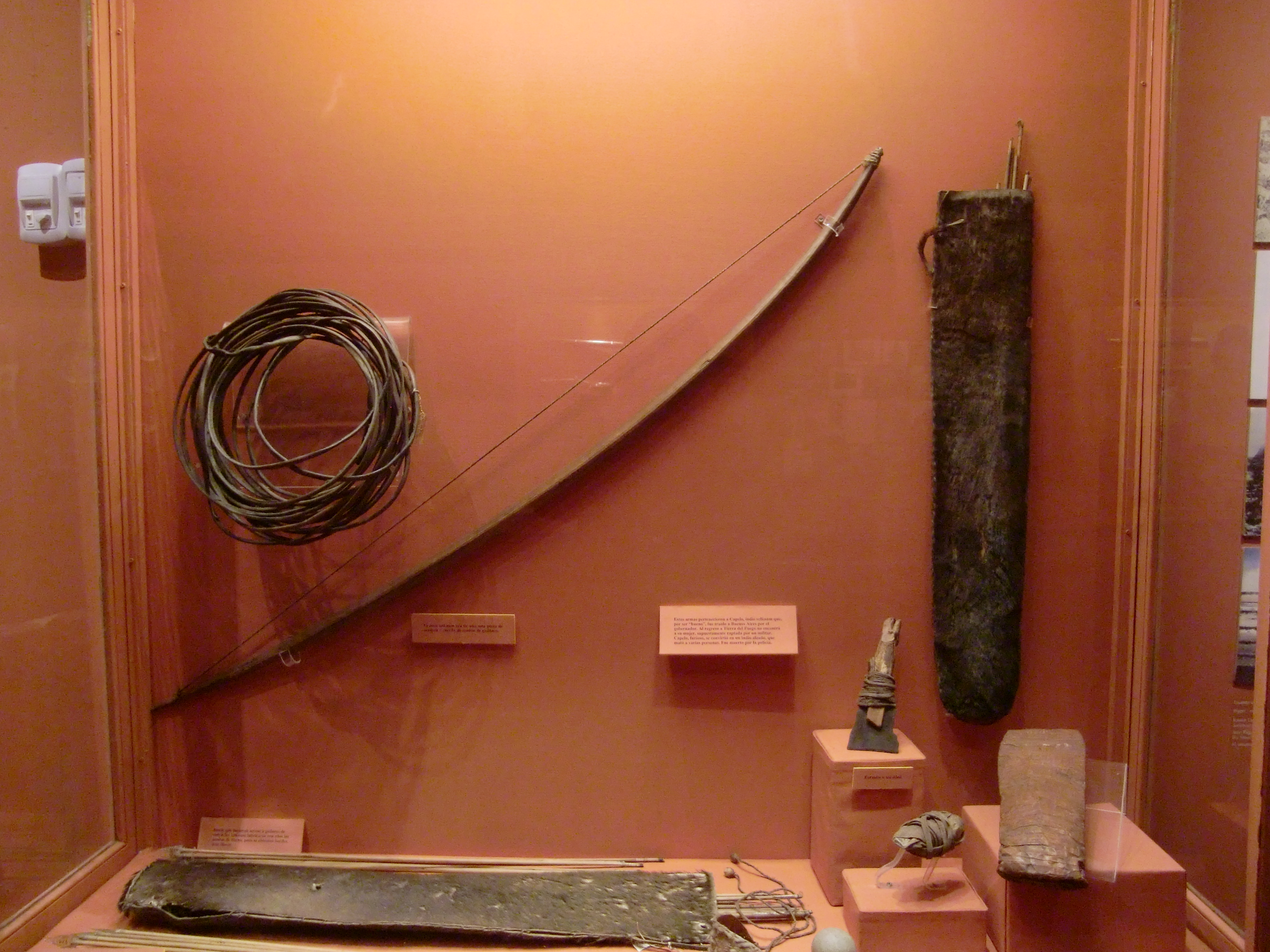
셀크남족의 무장
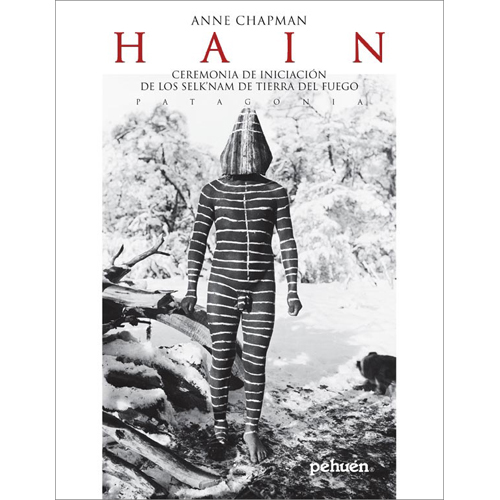
의식에 사용되는 분장
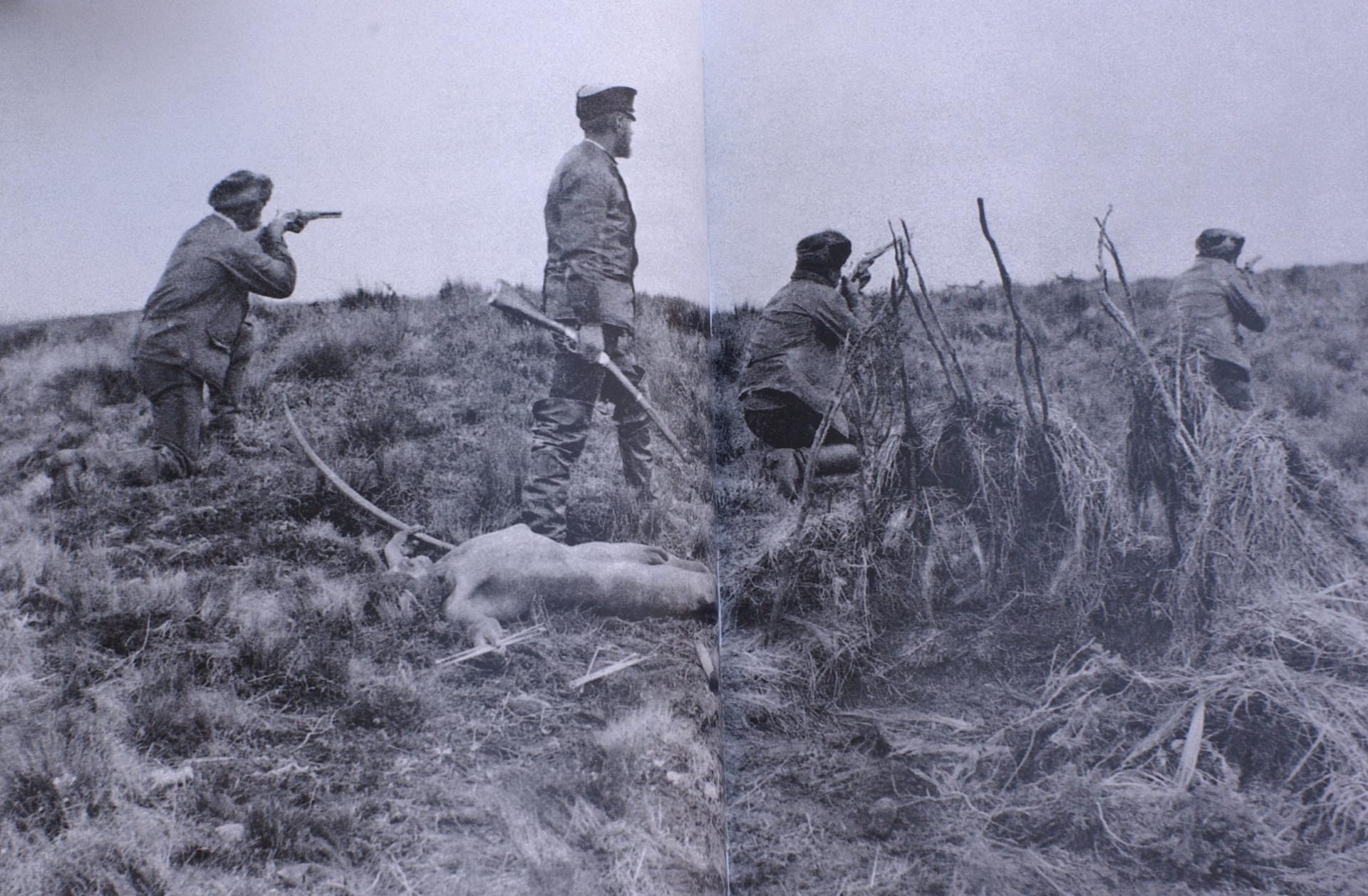
셀크남족을 사냥하는 Julius Popper

## 같이 보기
- 티에라델푸에고섬
- 야간족
- 셀크남어